# مستشفى ماتر دي
مستشفى ماتر دي (بالمالطية: Sptar Mater Dei)‏، المعروفة أيضًا باسم والدة الإله، هو مستشفى عام وتعليمي في مسيدا، مالطا. تابع لجامعة مالطا، ويقدم خدمات المستشفيات والخدمات المتخصصة.

## التاريخ
افتتح المستشفى في 29 يونيو 2007، ليحل محل مستشفى سانت لوقا باعتباره المستشفى العام الرئيسي. يحتوي المجمع الذي تبلغ مساحته 250 ألف متر مربع على 825 سريراً و 25 غرفة عمليات. تم بناؤه من قبل شركة البناء السويدية سكانسكا. خُطط للمشروع بتكلفة 50،000،000 ليرة مالطية (حوالي 116،000،000 يورو)، لكنه ارتفع إلى أكثر من 250،000،000 ليرة مالطية (حوالي 582،000،000 يورو).
تم تكليف شركة سكانسكا ببناء مستشفى عام جديد في مالطا ، وتكلف مستشفى ماتر داي «الأكثر حداثة» أكثر من 700.000.000 يورو. في وقت لاحق، أُكتشف أن سكانسكا قد استخدمت أسمنتًا منخفض الجودة من النوع الذي يستخدم عمومًا لبناء الأرصف. نتيجة لذلك، لم يتمكن المستشفى من إضافة طوابق أخرى أو بناء مهبط للطائرات العمودية على السطح.

## الانتماء إلى جامعة مالطا
يقع المستشفى بجوار جامعة مالطا، ويحتوي على كليات العلوم الصحية والطب والجراحة وجراحة الأسنان في جناح كلية الطب. يضم المستشفى مكتبة العلوم الصحية وهي مكتبة فرعية لمكتبة جامعة مالطا.

## مستشفى السير أنتوني مامو للأورام
استقبل مستشفى السير أنتوني مامو للأورام أول 50 مريضًا في 22 ديسمبر 2014. بدأ حفر المستشفى في عام 2010 وبدأ البناء في عام 2012. تكلفتها 52 مليون يورو ، وتحتاج إلى 8 ملايين يورو في السنة لتشغيلها. يقدم المستشفى علاجًا إشعاعيًا أكثر تقدمًا بجهازين تم تكليفهما من مركز ليدز سبنسر ، حيث تم تقديمهما في عام 2013. تتيح الآلات علاجًا إشعاعيًا أكثر دقة وجرعات أقوى لتقليل طول الجلسات وتكرارها. كما تم إجراء اعتبارات من قبل الحكومة المالطية لتوسيع خدمات العلاج الإشعاعي لتشمل عمليات زرع الأعضاء الذاتية. نظرت الحكومة أيضًا في تطوير وحدة التجارب السريرية التي يمكن من خلالها للمرضى المالطيين الاستفادة من الأدوية الجديدة التي لم يتم طرحها في السوق بعد. تم زيادة عدد الأسرة في المستشفى الجديد من 78 في مستشفى بوفا إلى 113 والعيادات الخارجية من 2 إلى 12. نوع العلاج الكيميائي المقدم أكثر تقدمًا.وتساعد آلة التصوير بالرنين المغناطيسي الجديدة في تقليل قوائم الانتظار كما تمت زيادة أسرة الرعاية التلطيفية من 10 إلى 16. يتابع المرضى وأسرهم قبل العلاج وأثناءه وبعده توفر المزيد من التدريب للموظفين. تم تعيين ما مجموعه 47 متخصصًا جديدًا في يوم الافتتاح.